# Scapy
Scapy – интерактивная оболочка и программная библиотека для манипулирования сетевыми пакетами на языке программирования Python. Scapy написана Филиппом Бионди в 2003 году и распространяется под лицензией GPLv2

## Описание
Scapy использует библиотеку libpcap и может использоваться как сниффер, для перехвата и анализа сетевого трафика, так и как конструктор пакетов. Помимо использование стандартных протоколов, в Scapy есть возможность создавать собственные и использовать их при анализе и генерации пакетов.
Отличительной особенностью Scapy является возможность в несколько строчек кода подстраиваться под различные задачи, и по заверению автора она может заменить такие утилиты как hping, nmap, arpspoof, arp-sk, arping, tcpdump, tethereal, p0f.
Так как Scapy нужен доступ к сетевым интерфейсам, то её придется запускать с привилегиями суперпользователя.